# 印度斯坦汽车
印度斯坦汽车公司（英語：Hindustan Motors）是印度的一家汽车厂商，总部位于加尔各答，由比尔拉科技集团所拥有。该公司由比尔拉财团成立于1942年，在印度政府于1980年代解除對汽车产业的保护主义前，印度斯坦汽车一直是印度最大的汽车制造商，其生产的印度斯坦大使曾长期作为印度汽车的代表受到消费者欢迎，之后因马鲁蒂与塔塔汽车的崛起，其发展逐渐式微。

## 历史
比尔拉财团是英属印度时期的大型垄断资本集团，早年在印度经营黄麻制造业，后来发展了棉纺、航运、制糖等各项产业，亦开始经营汽车制造业，1942年，该财团成立印度斯坦汽车公司，成为印度第一家汽车制造业者，1948年，该公司在西孟加拉邦乌塔尔帕拉科特龙格建立汽车工厂，日后亦在此生产基于莫里斯汽车牛津系列的印度斯坦大使。1950年印度脱离英国独立后，印度政府對本国汽车产业采取保护主义政策，禁止外国汽车公司在印装配汽车，受惠于该政策的印度斯坦汽车公司也因此长期在国内畅销，在此期间，该公司亦与捷克斯洛伐克企业合作生产拖拉机，还与日企五十铃合作，在印度生产、贩售卡车及越野車，但因为官方對外资企业的限制，印度斯坦自产汽车的技术并没有更新换代，品质普遍较差。
进入20世纪80年代後，印度斯坦汽车公司开始面临总理汽车公司（Premier）、馬魯蒂鈴木公司等同行业者的竞争，该公司的市占率大幅下降，亏损严重。1991年，印度政府取消對外国公司投资本国汽车制造业的限制，印度斯坦汽车公司也开始跟日本三菱汽车合作，在印度生产销售三菱车款，但成效不佳，加上企业管理模式过时，缺乏改善品质的动力，该公司最具代表性的车款印度斯坦大使最终亦于2014年停产，2017年，印度斯坦汽车全厂被法国标致汽车以1,200万美元收购。

## 車款

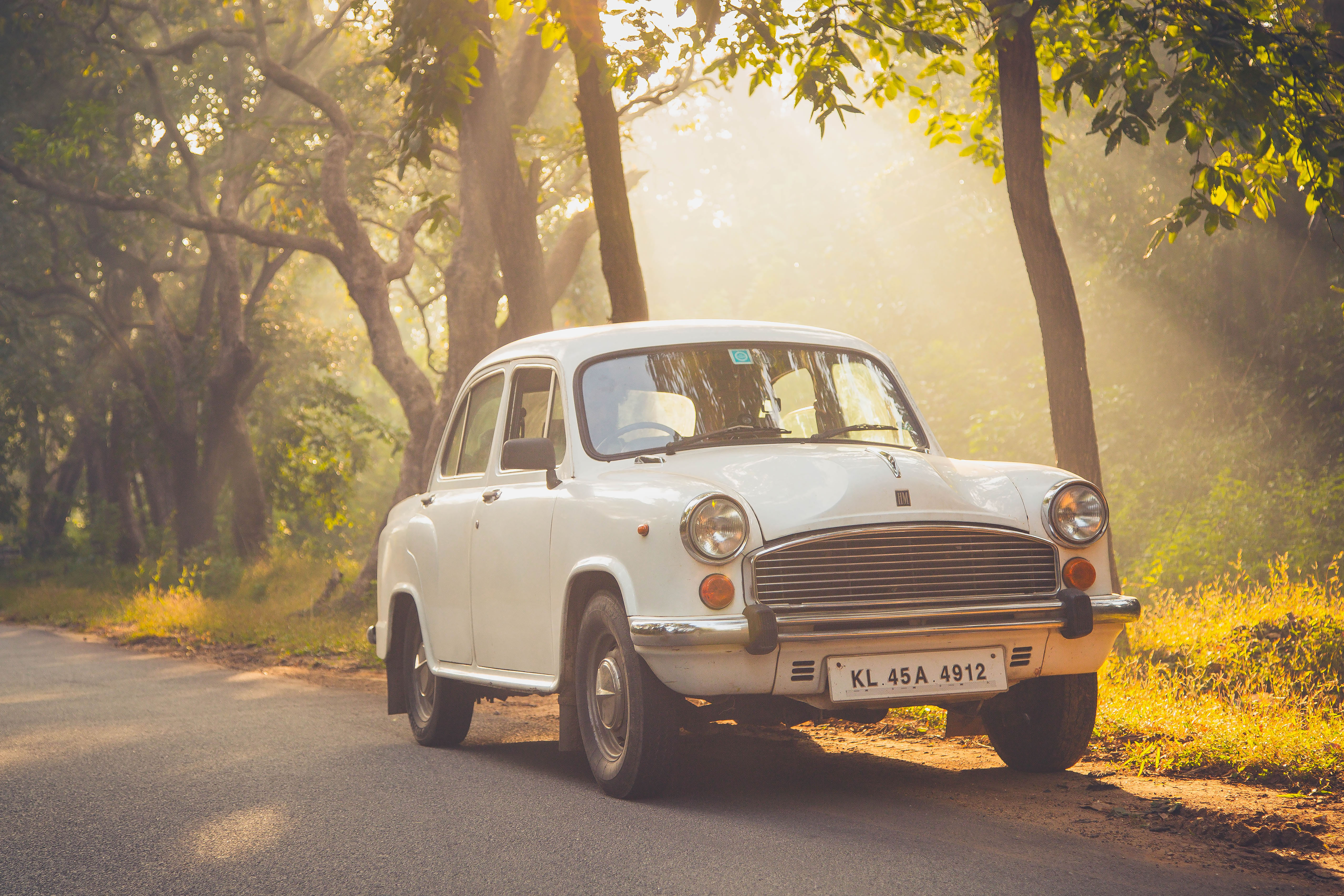
印度斯坦大使

印度斯坦大使是印度斯坦汽车的代表车款，其车型与英国莫里斯汽车、奧斯汀汽車的莫里斯牛津等车款完全一样:9，其外形浑圆，並配备了防弹车窗及装甲板，设计自1957年首次问世以来便没有太大的变化，曾长期作为作为印度政治人物的专车受到欢迎，也是印度計程車的主要车款，较为适合印度较差的路况，但由于销量低迷，该车款已经于2014年停产:26。另外，与沃克斯豪尔维克多FE车型一致的康迪莎（Hindustan Contessa）也是印度斯坦的另一代表车款。但这些车款均已经停产，只有皮塔姆普爾等地的工厂仍然在生产轻型商用车赢家（Winner）车款。2022年，据路透社报导，印度斯坦汽车将于2024年开始在金奈的工厂生产新款的印度斯坦大使。